# Герб на Обединените арабски емирства
Гербът на Обединените арабски емирства е официално приет през 2008 г. Близък е по вид до гербовете на арабските страни. Състои с от златен сокол, за разлика от сотаналите арабски страни, в чийто гербове пръстстват ястреби.
В средата на сокола има кръг със знамето на ОАЕ и седем звезди около кръга символизиращи седемте емирства.